# Partecipanti alla Boucles de la Mayenne 2023
Elenco dei partecipanti alla Boucles de la Mayenne 2023.
La Boucles de la Mayenne 2023 è stata la quarantottesima edizione della corsa. Alla competizione presero parte ventuno squadre: sei con licenza UCI World Tour 2023, undici UCI ProTeam e quattro UCI Continental Team.
Partenza con 122 ciclisti accreditati.

## Corridori per squadra
Nota: R ritirato, NP non partito, FT fuori tempo, SQ squalificato
| Cofidis                 | Cofidis                 | Cofidis                 | AG2R Citroën Team                 | AG2R Citroën Team                 | AG2R Citroën Team                 | Movistar Team              | Movistar Team              | Movistar Team              |
| ----------------------- | ----------------------- | ----------------------- | --------------------------------- | --------------------------------- | --------------------------------- | -------------------------- | -------------------------- | -------------------------- |
| N°                      | Ciclista                | Clas.                   | N°                                | Ciclista                          | Clas.                             | N°                         | Ciclista                   | Clas.                      |
| 1                       | Axel Zingle             | 3°                      | 11                                | Benoît Cosnefroy                  | 8°                                | 21                         | Oier Lazkano               | 1°                         |
| 2                       | André Carvalho          | 96°                     | 12                                | Franck Bonnamour                  | 85°                               | 22                         | Imanol Erviti              | 52°                        |
| 3                       | Eddy Finé               | 42°                     | 13                                | Pierre Gautherat                  | 83°                               | 23                         | Mathias Norsgaard          | 9°                         |
| 4                       | Wesley Kreder           | 86°                     | 14                                | Antoine Raugel                    | 73°                               | 24                         | Vinícius Rangel            | 33°                        |
| 5                       | Christophe Noppe        | 104°                    | 15                                | Marc Sarreau                      | 68°                               | 25                         | Iván Romeo                 | R 2ª                       |
| 6                       | Max Walscheid           | 81°                     | 16                                | Clément Venturini                 | 10°                               | 26                         | Gonzalo Serrano            | 27°                        |
| UAE Team Emirates       | UAE Team Emirates       | UAE Team Emirates       | Groupama-FDJ                      | Groupama-FDJ                      | Groupama-FDJ                      | Team Arkéa-Samsic          | Team Arkéa-Samsic          | Team Arkéa-Samsic          |
| N°                      | Ciclista                | Clas.                   | N°                                | Ciclista                          | Clas.                             | N°                         | Ciclista                   | Clas.                      |
| 31                      | Marc Hirschi            | 18°                     | 41                                | Arnaud Démare                     | 2°                                | 51                         | Nacer Bouhanni             | 72°                        |
| 33                      | Álvaro Hodeg            | R 3ª                    | 42                                | Clément Davy                      | 107°                              | 52                         | Laurent Pichon             | 30°                        |
| 34                      | Ivo Oliveira            | 4°                      | 43                                | Lorenzo Germani                   | 76°                               | 53                         | Ewen Costiou               | 12°                        |
| 35                      | Rui Oliveira            | 90°                     | 44                                | Laurence Pithie                   | 24°                               | 54                         | Donavan Grondin            | 60°                        |
| 36                      | Michael Vink            | 110°                    | 45                                | Miles Scotson                     | 19°                               | 55                         | Simon Guglielmi            | 66°                        |
|                         |                         |                         | 46                                | Bram Welten                       | 59°                               | 56                         | Andrij Ponomar             | 50°                        |
| Lotto Dstny             | Lotto Dstny             | Lotto Dstny             | Uno-X Pro Cycling Team            | Uno-X Pro Cycling Team            | Uno-X Pro Cycling Team            | TotalEnergies              | TotalEnergies              | TotalEnergies              |
| N°                      | Ciclista                | Clas.                   | N°                                | Ciclista                          | Clas.                             | N°                         | Ciclista                   | Clas.                      |
| 61                      | Milan Menten            | 5°                      | 71                                | Fredrik Dversnes                  | 21°                               | 81                         | Jason Tesson               | 103°                       |
| 62                      | Thomas De Gendt         | 89°                     | 72                                | Louis Bendixen                    | 69°                               | 82                         | Edvald Boasson Hagen       | 26°                        |
| 63                      | Sébastien Grignard      | 92°                     | 73                                | Stian Fredheim                    | 97°                               | 83                         | Sandy Dujardin             | 7°                         |
| 64                      | Arjen Livyns            | 71°                     | 74                                | Tord Gudmestad                    | 105°                              | 84                         | Émilien Jeannière          | 78°                        |
| 65                      | Mathijs Paasschens      | 36°                     | 75                                | Marcus Sander Hansen              | 94°                               | 85                         | Julien Simon               | 28°                        |
| 66                      | Harry Sweeny            | 63°                     | 76                                | Jacob Hindsgaul                   | 6°                                | 86                         | Dries Van Gestel           | 14°                        |
| Tudor Pro Cycling Team  | Tudor Pro Cycling Team  | Tudor Pro Cycling Team  | Q36.5 Pro Cycling Team            | Q36.5 Pro Cycling Team            | Q36.5 Pro Cycling Team            | Burgos-BH                  | Burgos-BH                  | Burgos-BH                  |
| N°                      | Ciclista                | Clas.                   | N°                                | Ciclista                          | Clas.                             | N°                         | Ciclista                   | Clas.                      |
| 91                      | Arvid de Kleijn         | 16°                     | 101                               | Jack Bauer                        | 46°                               | 111                        | Cyril Barthe               | 41°                        |
| 92                      | Tom Bohli               | 95°                     | 102                               | Filippo Conca                     | 40°                               | 112                        | Jesús Ezquerra             | 22°                        |
| 93                      | Seb. Kolze Changizi     | 87°                     | 103                               | Marcel Camprubi                   | 88°                               | 113                        | Miguel Fernández           | 112°                       |
| 94                      | Simon Pellaud           | 79°                     | 104                               | Matteo Moschetti                  | R 2ª                              | 114                        | Ángel Fuentes              | 48°                        |
| 95                      | Rick Pluimers           | 64°                     | 105                               | Nicolò Parisini                   | 15°                               | 115                        | Felipe Orts                | 91°                        |
| 96                      | Maikel Zijlaard         | 75°                     | 106                               | Joey Rosskopf                     | 35°                               | 116                        | Manuel Peñalver            | 55°                        |
| Human Powered Health    | Human Powered Health    | Human Powered Health    | Bingoal WB                        | Bingoal WB                        | Bingoal WB                        | Equipo Kern Pharma         | Equipo Kern Pharma         | Equipo Kern Pharma         |
| N°                      | Ciclista                | Clas.                   | N°                                | Ciclista                          | Clas.                             | N°                         | Ciclista                   | Clas.                      |
| 121                     | Barnabás Peák           | R 3ª                    | 131                               | Matteo Malucelli                  | 74°                               | 141                        | Iñigo Elosegui             | 99°                        |
| 122                     | Pier-André Côté         | R 2ª                    | 132                               | Rémy Mertz                        | 62°                               | 142                        | Francisco Galván           | 38°                        |
| 123                     | Matthew Gibson          | 100°                    | 133                               | Dimitri Peyskens                  | 20°                               | 143                        | Álex Jaime                 | 34°                        |
| 124                     | Wessel Krul             | 70°                     | 134                               | Marco Tizza                       | 67°                               | 144                        | Martí Márquez              | 65°                        |
| 125                     | Gijs Van Hoecke         | 47°                     | 135                               | Aaron Van der Beken               | 23°                               | 145                        | Eugenio Sánchez            | 93°                        |
| 126                     | Sasha Weemaes           | 109°                    | 136                               | Luca De Meester                   | 101°                              | 146                        | Danny van der Tuuk         | 37°                        |
| Team Flanders-Baloise   | Team Flanders-Baloise   | Team Flanders-Baloise   | Caja Rural-Seguros RGA            | Caja Rural-Seguros RGA            | Caja Rural-Seguros RGA            | CIC U Nantes Atlantique    | CIC U Nantes Atlantique    | CIC U Nantes Atlantique    |
| N°                      | Ciclista                | Clas.                   | N°                                | Ciclista                          | Clas.                             | N°                         | Ciclista                   | Clas.                      |
| 151                     | Alex Colman             | 49°                     | 161                               | Daniel Babor                      | 106°                              | 171                        | Nolann Mahoudo             | R 3ª                       |
| 152                     | Sander De Pestel        | 98°                     | 162                               | Jon Barrenetxea                   | 13°                               | 172                        | Pierre Barbier             | R 3ª                       |
| 154                     | Jules Hesters           | 102°                    | 163                               | Tomáš Bárta                       | 111°                              | 173                        | Léo Danès                  | 43°                        |
| 155                     | Noah Vandenbranden      | R 3ª                    | 164                               | David Gonzalez                    | 25°                               | 174                        | Maël Guégan                | 80°                        |
|                         |                         |                         | 165                               | Michal Schlegel                   | 58°                               | 175                        | Emmanuel Morin             | 61°                        |
|                         |                         |                         | 176                               | Rasmus S. Pedersen                | 84°                               |                            |                            |                            |
| St Michel-Mavic-Auber93 | St Michel-Mavic-Auber93 | St Michel-Mavic-Auber93 | Van Rysel-Roubaix Lille Metropole | Van Rysel-Roubaix Lille Metropole | Van Rysel-Roubaix Lille Metropole | Nice Métropole Côte d'Azur | Nice Métropole Côte d'Azur | Nice Métropole Côte d'Azur |
| N°                      | Ciclista                | Clas.                   | N°                                | Ciclista                          | Clas.                             | N°                         | Ciclista                   | Clas.                      |
| 181                     | Thomas Gachignard       | 31°                     | 191                               | Thomas Boudat                     | 29°                               | 201                        | Paul Hennequin             | R 3ª                       |
| 182                     | Nicolas Debeaumarché    | 45°                     | 192                               | Célestin Guillon                  | 11°                               | 202                        | Edouard Bonnefoix          | 108°                       |
| 183                     | Thomas Devaux           | R 3ª                    | 193                               | Maximilien Juillard               | 77°                               | 203                        | Jonathan Couanon           | 54°                        |
| 184                     | Anthony Maldonado       | 57°                     | 194                               | Samuel Leroux                     | 17°                               | 204                        | Jean-Louis Le Ny           | 82°                        |
| 185                     | Flavien Maurelet        | 51°                     | 195                               | Jérémy Leveau                     | 32°                               | 205                        | A. Narbonne Zuccarelli     | 39°                        |
| 186                     | Morné Van Niekerk       | 53°                     | 196                               | Tom Mainguenaud                   | 44°                               | 206                        | Maxime Urruty              | 56°                        |